# Dobretići
Dobretići (bis zum Bosnienkrieg Dobratići) ist eine Gemeinde im Norden der Föderation in Bosnien und Herzegowina. Sie entstand durch die im Vertrag von Dayton festgelegte Entitätengrenze, welche die Gemeinde Skender Vakuf teilte. Der größere, nördliche Teil gehört heute zur Republika Srpska und heißt Kneževo.

## Geografie
Die Gemeinde Dobretići befindet sich 10 km nordöstlich von Jajce. Sie liegt zwischen 500 und 1400 m Höhe am Nordosthang des Ranča-Gebirgszuges zwischen dessen Hauptkamm und dem Fluss Ugar. Das Gelände ist gebirgig und dicht bewaldet.
Dobretići wird begrenzt von den Gemeinden Kneževo im Nordosten, Travnik im Süden und Jajce  im Südwesten.

### Gemeindegliederung
Zur Gemeinde gehören die vier Dorfgemeinschaften Dobretići, Davidovići, Kričići und Melina.

## Geschichte
Während des Bosnienkrieges zählte das Territorium der heutigen Gemeinde Dobretići zum Hauptkampfgebiet. Nahezu alle Gebäude wurden schwer beschädigt oder komplett zerstört; der Süden des Gemeindegebietes zudem vermint.

## Bevölkerung
Bei der Volkszählung von 1991 hatte die heutige Gemeinde 4942 Einwohner; davon bezeichneten sich 4720 (95,5 Prozent) als Kroaten, 158 (3,2 Prozent) als Serben und 64 (1,3 Prozent) als Angehörige anderer Volksgruppen. 
Nahezu alle Einwohner wurden im Bosnienkrieg vertrieben. 1999 lebten wieder 250 Menschen in ihren Häusern, die meisten von ihnen Kroaten. Die Volkszählung von 2013 ergab eine Einwohnerzahl von etwa 2000, zu fast 100 Prozent Kroaten.

## Wirtschaft
Die Gemeinde Dobretići ist eines der ärmsten und rückständigsten Gebiete in Bosnien und Herzegowina. Größere Betriebe oder geregelte Wirtschaftsstrukturen existieren nicht.

### Verkehr und Infrastruktur
Die Gemeinde ist lediglich durch schmale Bergstraßen mit den nächstgelegenen größeren Ortschaften verbunden. Einige Ortschaften sind im Winter von der Außenwelt abgeschnitten.
Es gibt weder eine flächendeckende Trinkwasserversorgung, noch Kanalisation bzw. Anschluss ans Fernwärmenetz.